# Струнні музичні інструменти

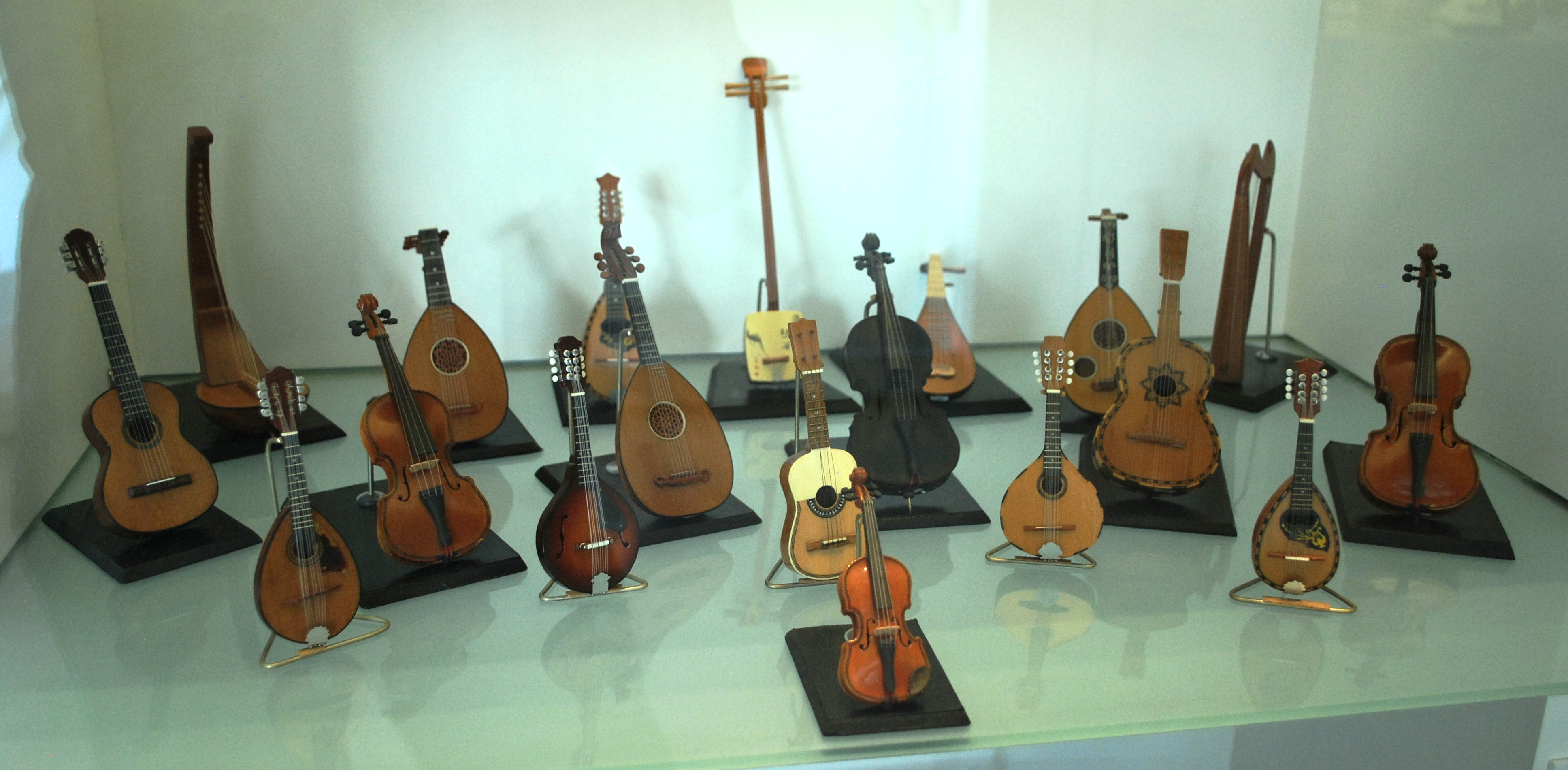
Колекція струнних музичних інструментів у Музей популярного мистецтва в Мехіко.

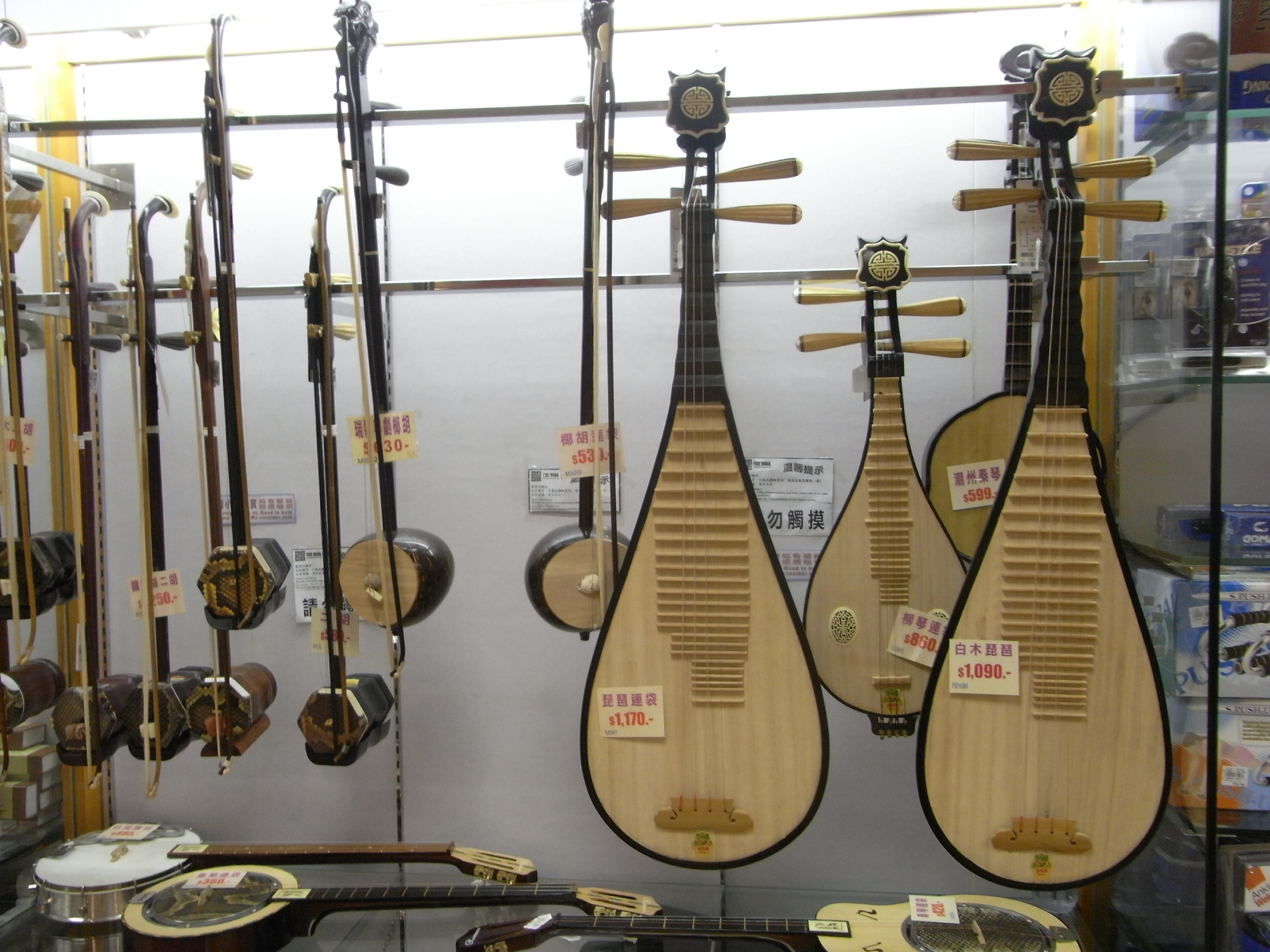
Колекція китайських народних струнних музичних інструментів

Струнні музичні інструменти (від грец. χορδη — струна і грец. φωνη — звук) — група музичних інструментів, джерелом звуку яких є вібрувальна струна, натягнута між двома фіксованими точками. Термін «струнні інструменти» нерідко розглядають як синонімічний терміна хордофони, що використовується у класифікації Горнбостеля-Закса. А проте, немає точної відповідності між цими термінами. Так, сучасні фортепіано і клавесин відносять до клавішних музичних інструментів, попри їх належність за класифікацією Горнбостеля-Закса до групи хордофонів. До того ж класифікація струнних музичних інструментів, зазвичай здійснюється за принципом виконавства, на відміну від класифікації хордофонів Горнбостеля-Закса, в основу якої покладено конструктивні особливості інструментів.

## Історична довідка
Вважається, що струнні інструменти виникли пізніше, ніж духові та ударні, і були покликані до життя безпосередньо для задоволення естетичних потреб, а не з певною практичною метою, яку ставила собі первісна людина, виготовляючи ударний чи духовий інструмент.  Найстаріший відомий взірець прадавніх струнних знайдено у французьких печерах, де був намальований чоловік, який грає на інструменті з однією струною за допомогою смичка. Перші відповідники сучасних щипкових інструментів виникли на Близькому Сході в 3 тисячолітті до н. е., звідки поширились до Європи. 
Еволюція струнних інструментів на ранньому етапі відбувалася через пошук способів підсилення їх звуку, що спонукало людей використовувати дошки, а згодом, різні порожнисті тіла як резонатори. Наступним етапом еволюції стали спроби розширення звукоряду струнних інструментів, ця задача вирішувалася шляхом конструювання інструментів з великою кількістю струн, а згодом, шляхом використання грифу, до якого струну можна було притиснути пальцем, змінюючи тим самим висоту звуку, що вона видає. Велике значення для розуміння законів акустики мав монохорд — сконструйований у VI ст. до н. е. Піфагором прилад для визначення висотного співвідношення струни і окремих її частин. 
Наступним етапом еволюції струнних інструментів став пошук їх тембрального різноманіття. Згодом було помічено, що звук, видобутий щипком пальця відрізняється за характером від звуку, що видобувається щипком роговою пластиною або проведенням по струні смичком. Так почали розвиватися смичкові інструменти, що складають основу сучасного симфонічного оркестру.

## Типи струнних інструментів
Струнні інструменти зазвичай класифікують за технікою збудження коливань струни. Три найбільш поширених техніки — гра смичком, щипок та удар. Відповідно розрізняють смичкові, щипкові та ударні струнні інструменти. 

### Смичкові

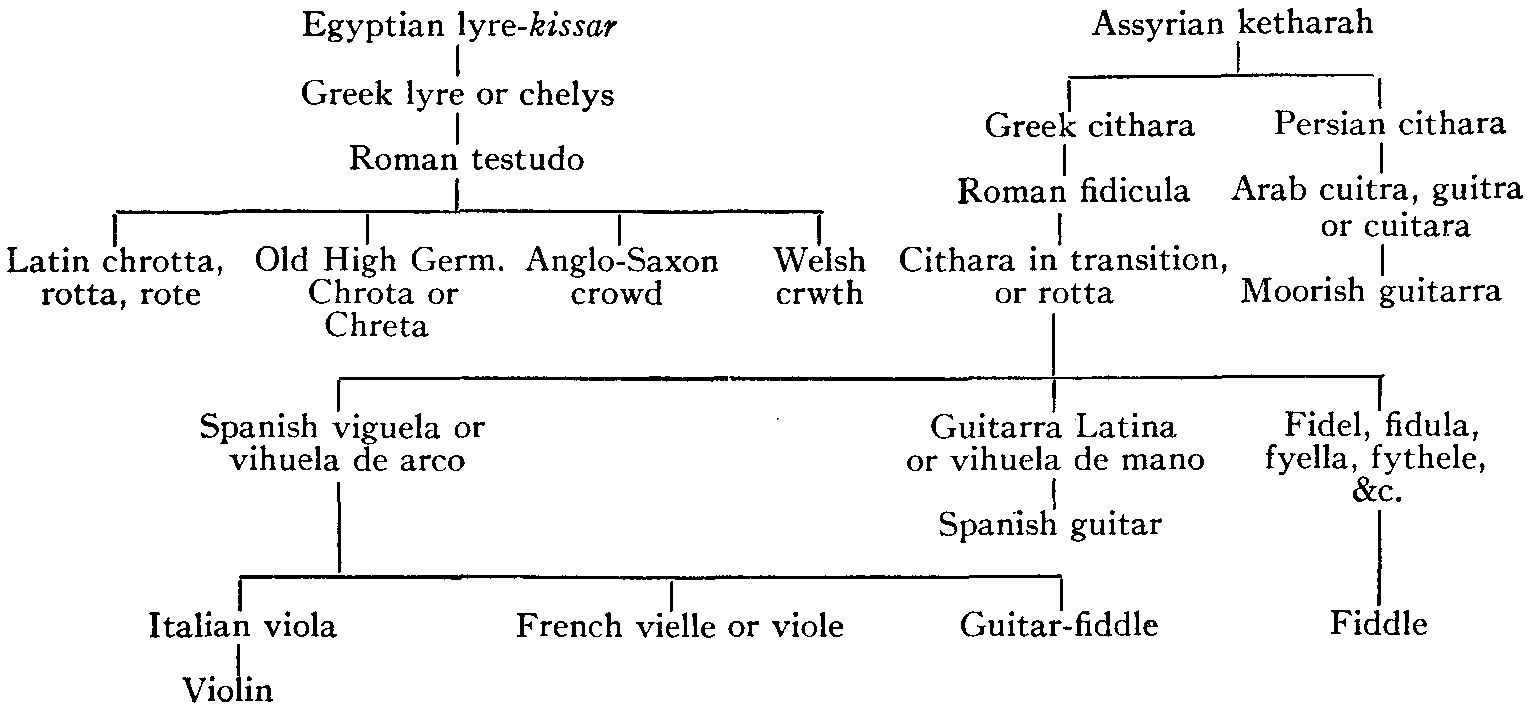
«Генеалогічне дерево» походження сучасної скрипки. Encyclopædia Britannica, 11е вид.

У смичкових інструментах звук виникає шляхом водіння по струнах інструментів смичком або колесом. Смичковий метод звуковидобування використовується при грі на скрипці, альті, віолончелі і на контрабасі. До цієї груп належать також народні інструменти — басоля, колісна ліра, козобас. 

### Щипкові

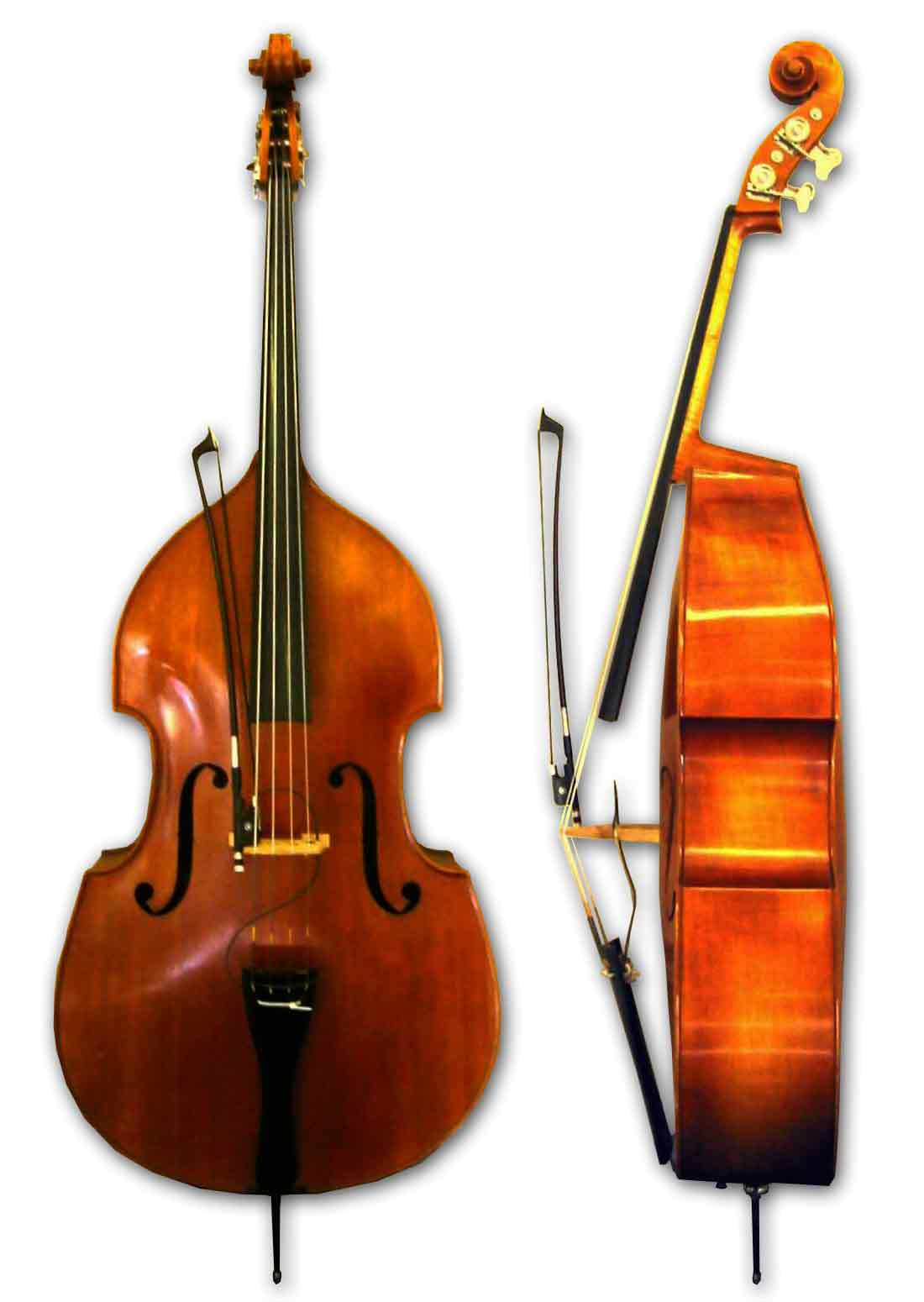
На контрабасі грають або щипком (піцикато), або смичком

Щипок використовується на таких інструментах, як арфа, гітара, а також народних — бандура, кобза, торбан, домбра, гуслі, уд, ситар, банджо, укулеле та інших. Щипок може здійснюється пальцем або плектром. Щипковий метод гри використовують також і на смичкових інструментах, і називається такий прийом pizzicato.

### Ударні
У струнно-ударних інструментів звуковидобування відбувається за допомогою удару по струні паличками, до них належать цимбали. Ударне звуковидобування інколи використовується і при грі на смичкових інструментах - зокрема це прийом col legno, при якому по струнах вдаряють древком смичка.

### Інші
Ряд інструментів, що за класифікацією Горнбостеля-Закса розглядаються як струнні («хордофони»), в інших класифікаціях потрапляють до інших груп інструментів.
Зокрема, такими є деякі клавішні інструменти, в яких виконавець діє на струни за посередництвом клавіатури. У фортепіано клавіші за допомогою складного механізму управляють повстяними молоточками, які вдаряють по струнах, і видобувають у такий спосіб звук. На клавікорді струни вдавлюються тангенотами, а на клавесині струни защипуються маленькими язичками. В рідкісних випадках, композитори, щоправда, передбачають і нетрадиційне використання фортепіанних струн, як наприклад їх защипування пальцями рук, проведення по них нитками, або удари по них сторонніми інструментами.
Особливе місце займає в класифікації інструментів еолова арфа, у яких коливання струн викликаються рухом повітря.
На інструментах зі сталевими струнами можна грати за допомогою магнітного поля. Наприклад, за допомогою електричного смичку — ручного пристрою з батарейками, який може викликати коливання струн електрогітари. Такий пристрій витягує довгий, співучий звук із струни, змушуючи її коливатися дією магнітного поля.

## Акустичні засади
Різноманіття струнних інструментів завдячує можливістю точно впливати висоту звуку струни, що коливається, а також можливість впливати на його тембр і підсилювати гучність.  
Існує два основних способи розширення звукоряду струнного інструменту — використання великої кількості струн, та передбачення можливості штучно скорочувати довжину відтинку струни, що коливається. Перший спосіб реалізований у клавішних інструментах, таких як фортепіано і клавесин, кількість струн у яких може сягати кількох сотень. Другий спосіб реалізований у щипкових та смичкових інструментах, де виконавець може регулювати довжину струни шляхом її притискання до грифу інструменту. Для забезпечення більшої точності інтонування в таких інструментах як гітара і лютня гриф обладнується спеціальними ладками, завдяки чому їх звукоряд стає фіксованим. Натомість відсутність таких ладків на скрипці і інших смичкових інструментах дозволяє виконавцеві гнучкіше інтонувати, зокрема й використовувати за потреби різноманітні нетемперовані строї або мікрохороматику.  

### Звуковисотність
З точки зору акустики, висота звуку, що видобувається при коливанні струни залежить від таких її параметрів як довжина, натяжіння і лінійна густина. 

#### Довжина струни
Звуковисотність може регулюватися довжиною струни. Довша струна спричиняє до відтворення нижчого звуку, тоді як коротша — до вищого. Частота коливань основного тону при цьому обернено пропорційна її довжині:
{\displaystyle f\propto {\frac {1}{l}}}
Подовження струни удвічі спричиняє до зменшення частоти коливань удвічі (звук октавою нижче). 

#### Натяжіння
Звуковисотність може регулюватися натяжінням струни. Менш натягнута струна відтворює нижчий звук, тоді як більш натягнута — вищий.  Частота коливань основного тону пропорційна кореню квадратному натяжіння:
{\displaystyle f\propto {\sqrt {T}}}

#### Лінійна щільність
Звуковисотність залежить також від лінійної густини (маси на одиницю довжини) струни. Частота коливань обернено пропорційна кореню квадратному лінійної густини:
{\displaystyle f\propto {1 \over {\sqrt {\mu }}}}
Із двох струн з однаковою довжиною і натяжінням, масивніша струна звучатиме нижче.

### Підсилення звуку
Звук струни, що коливається, сам по собі дуже слабкий. Тому для його підсилення використовується корпус інструменту. На таких інструментах як скрипка, коливання струни через місток передаються корпусу інструменту. Коливання корпусу інструменту призводять до збільшення поверхні, що коливається, приводячи в рух більші маси повітря. Більша амплітуда повітряних коливань що досягають наших органів слуху і сприймається нами як підсилення гучності.
У XX столітті з'явилися натомість електричні струнні інструменти, звукопідсилення яких досягається електричними методами. Такі інструменти використовують п'єзоелектричні звукознімачі, що перетворюють акустичні коливання струни в електричні. Електричні коливання підсилюються і знову перетворюються на акустичні через гучномовці. Електричне підсилення дозволяє не тільки збільшити інтенсивність коливань, але й впливати на тембр звуку, зокрема застосовувати різні звукові ефекти, що визначають тембральну палітру рок- і інших сучасних напрямків музики.

## Дивися також
- Струнний оркестр
- Милозвучність
- Акустика
- Пилкоподібна хвиля